# جون فافرو (كاتب خطابات)

باراك أوباما يؤدي خطاب حالة الاتحاد 2012 صحبة جون فافرو مدير الخطابات في 23 يناير 2012.

جون فافرو (بالإنجليزية: Jon Favreau)‏؛ (2 يونيو 1981 -) كاتب خطابات الرئيس باراك أوباما.

## النشأة والمسيرة
ولد في الثاني من يونيو 1981، وينشستر, ماساتشوستس. حصل فافرو على درجة البكالوريوس قي الإعلام من جامعة هولى كروس عام 2003، وعقب تخرجه مباشرة التحق فافرو بالعمل قي مكتب السيناتور الديمقراطى جون كيري.

## عمله في السياسة

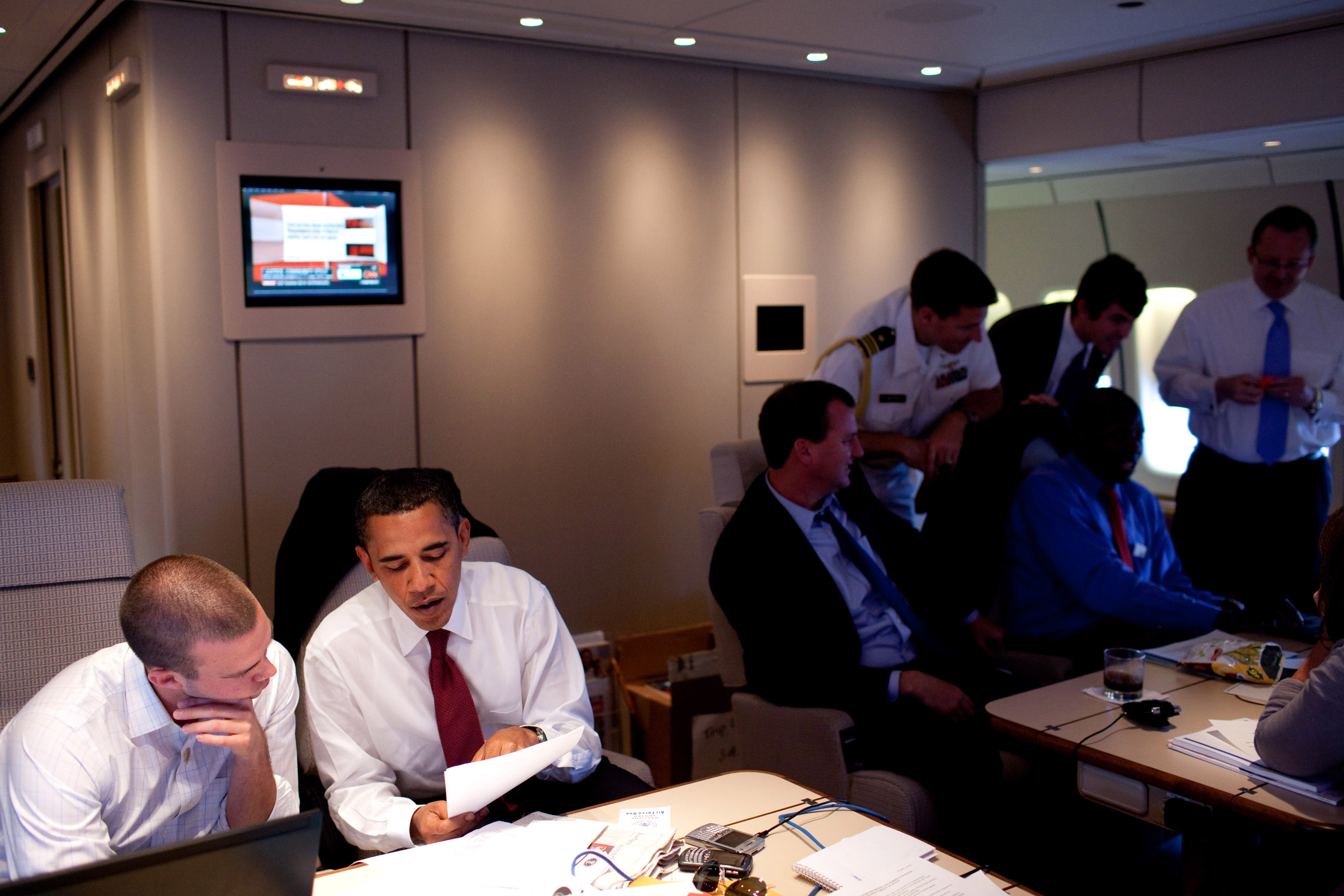
باراك أوباما يعمل مع جون فافرو.

كان عمل فافرو في بداية حملة كيري جمع الأخبار التي كانت تتحدث عن كيري من الإذاعات والصحف، عندما انسحب معظم العاملين قي حملة كيري لاعتقادهم أنه سيخسر انتخابات الحزب التمهيدية، وجد فافرو الفرصة ليعمل مساعدا للمسؤول عن كتابة خطابات المرشح الديمقراطى السابق جون كيرى قي حملته للانتخابات الرئاسية عام 2004.
واعتقد فافرو أن مشواره قي المجال السياسى قد انتهى بخسارة كيرى أمام الرئيس جورج بوش، ولكن روبرت جيبس أحد مستشارى أوباما والمتحدث باسم البيت الأبيض حالياً اتصل به وأبلغه أن السيناتور الديمقراطى يبحث عن شخص لكتابة خطاباته خلال حملته الانتخابية للفوز بمقعد في مجلس الشيوخ، وبعد ترشح أوباما للرئاسة طلبه أيضاً لكتابة خطاباته خلال الحملة الانتخابية.
بعد فوز أوباما عينه مسؤولاً عن كتابة الخطابات في البيت الأبيض وبهذا يكون أصغر المسؤولين في إدارة أوباما وثاني أصغر كاتب خطابات في تاريخ أميركا بعد جايمس فالوس كاتب خطابات الرئيس جون كيندي.